# Autostrada AP-7 (Spania)
Autopista del Mediterráneo sau AP-7 este un traseu care leagă întreaga coastă mediteraneană a Spaniei, de la granița cu Franța până la Guadiaro (San Roque). Această autostradă face parte din Rețeaua de Drumuri Europene, cunoscută sub denumirea E15, și inițial avea majoritar segmente cu taxă, alături de câteva porțiuni gratuite stabilite prin Decretul Regal 1421/02 din 27 decembrie. Primul segment al autostrăzii a fost inaugurat în 1969, între Barcelona și Granollers. La 1 aprilie 2018, statul a preluat două segmente. Începând cu 1 ianuarie 2020, o parte din segmentele cu taxă (Salou-Alicante) au devenit gratuite, iar de la 1 septembrie 2021, restul segmentelor din Catalonia (La Junquera-Salou) au devenit, de asemenea, gratuite, în ambele cazuri la expirarea perioadei de concesiune prevăzute.
Din septembrie 2021, singurele segmente cu taxă sunt centura de ocolire a orașului Alicante, segmentul dintre Crevillente, în provincia Alicante, și Cartagena, în provincia Murcia, segmentul dintre Cartagena și Vera, în provincia Almería, și segmentul dintre Torremolinos și Guadiaro (San Roque), în provincia Málaga. Exploatarea acestor segmente este gestionată de patru concesionari:
- SEITT, pentru centura de ocolire a Alicante
- Ausur, pentru segmentul Crevillente-Cartagena
- SEITT, pentru segmentul Cartagena-Vera
- Ausol, pentru segmentul Fuengirola-Guadiaro

Inițial, a fost denumită A-17, ca o continuare a autostrăzii franceze A9, deoarece făcea parte din primul segment construit din ceea ce astăzi este cunoscut sub numele de AP-7. Traseul său inițial era Barcelona-La Junquera, însă odată cu construirea segmentului Montmeló-El Papiol s-a decis separarea tronsonului Barcelona-Granollers, creând o autostradă separată de acces la Barcelona, păstrând denumirea A-17, care în prezent este cunoscută sub numele de C-33.
În 1986, a fost redenumită ca autostrada A-7. După noua clasificare a drumurilor din 2003, autostrada cu taxă A-7 a fost redenumită AP-7.
Segmentul care făcea legătura între Crevillente și Cartagena era denumit anterior A-37, însă ulterior a fost integrat și redenumit AP-7.

## Traseu

### Segmentul La Junquera–Alicante
Acest segment este cel mai vechi și a fost construit treptat, de la granița cu Franța până la Alicante, pe parcursul anilor 1970. Până la schimbarea denumirilor care a avut loc la sfârșitul anului 2003, era cunoscut sub numele de A-7.
|                                                    |                                                   |                                                                                       |                                           | | |               |            |
| PK                                                 | Viteză                                            | Schema                                                                                | Ieșire                                    | Sens Algeciras | Sens Franța | Drum          | Observații |
| 0                                                  |                                                   |                                                                                       |                                           | Începutul Autostrăzii AP-7                                                                                         | Începutul Autostrăzii A9                                                                                                  |               |            |
| 0                                                  |                                                   |                                                                                       |                                           | Provincia Girona (Catalonia)                                                                                       | Departamentul Pyrénées-Orientales (Regiunea Occitanie)                                                                    | A9 E15        |            |
| 3,5                                                |                                                   |                                                                                       | 1                                         | La Junquera-nord (vamă)                                                                                            | |               |            |
| 6,3                                                |                                                   |                                                                                       |                                           | Punctul de taxare La Junquera (Taxa eliminată la 31/08/2021)                                                       | Punctul de taxare La Junquera (Taxa eliminată la 31/08/2021                                                               |               |            |
| 6,7                                                |                                                   |                                                                                       | 2                                         | La Junquera | |               |            |
| 6,7                                                |                                                   |                                                                                       |                                           | Zona de servicii La Junquera                                                                                       | Zona de servicii La Junquera                                                                                              |               |            |
| 7,1                                                |                                                   |                                                                                       | 2                                         | | La Junquera (vamă) |               |            |
| 11,7                                               |                                                   |                                                                                       |                                           | Zona de odihnă Capmany                                                                                             | Zona de odihnă Capmany |               |            |
| 20,5                                               |                                                   |                                                                                       | 3                                         | Figueres-nord AVE Rosas                                                                                            | Figueres-nord |               |            |
| 24                                                 |                                                   |                                                                                       |                                           | Zona de odihnă Figueres                                                                                            | Zona de odihnă Figueres                                                                                                   |               |            |
| 29                                                 |                                                   |                                                                                       | 4                                         | Figueres-sud Rosas                                                                                                 | Figueres-nord AVE Rosas                                                                                                   |               |            |
| 35                                                 |                                                   |                                                                                       |                                           | Zona de servicii Ampurdán                                                                                          | Zona de servicii Ampurdán                                                                                                 |               |            |
| 40,5                                               |                                                   |                                                                                       | 5                                         | La Escala Ampurias                                                                                                 | La Escala Ampurias |               |            |
| 46,5                                               |                                                   |                                                                                       |                                           | | Zona de odihnă Vilademuls                                                                                                 |               |            |
| 47                                                 |                                                   |                                                                                       |                                           | | Vilademúls La Junquera Franța                                                                                             | N-2           |            |
| 56,4                                               |                                                   |                                                                                       | 6                                         | Girona-nord Banyoles Olot Palamós                                                                                  | Girona-nord Banyoles Olot                                                                                                 |               |            |
| 60                                                 |                                                   |                                                                                       | 6B                                        | Girona-vest AVE | Girona-vest |               |            |
| 64.3                                               |                                                   |                                                                                       | 7                                         | Girona-sud San Felíu de Guixols                                                                                    | Girona-sud AVE |               |            |
| 67                                                 |                                                   |                                                                                       |                                           | Fornells de la Selva Barcelona                                                                                     | | A-2 N-2       |            |
| 68                                                 |                                                   |                                                                                       |                                           | | Zona de odihnă Gerona |               |            |
| 70,5                                               |                                                   |                                                                                       |                                           | Zona de servicii El Gironés                                                                                        | Zona de servicii El Gironés                                                                                               |               |            |
| 71,5                                               |                                                   |                                                                                       | 8                                         | Aeroportul Girona–Costa Brava Riudellots de la Selva Cassà de la Selva Vic                                         | Aeroportul Girona–Costa Brava Riudellots de la Selva Cassà de la Selva Vic                                                | C-35          |            |
| 76                                                 |                                                   |                                                                                       |                                           | Zona de odihnă Viloví de Oñar                                                                                      | Zona de odihnă Viloví de Oñar                                                                                             |               |            |
| 84,5                                               |                                                   |                                                                                       | 9                                         | Maçanet de la SelvaLloret de Mar Blanes Malgrat de Mar                                                             | | C-35          |            |
| 85                                                 |                                                   |                                                                                       | 9A                                        | | Santa Coloma de Farnés Lloret de Mar San Felíu de Guixols Palamós                                                         | C-35          |            |
| 85                                                 | 9B                                                | Massanet de la SelvaSanta Coloma de Farnés Lloret de Mar San Felíu de Guixols Palamós | C-35                                      | | |               |            |
| 86                                                 |                                                   |                                                                                       |                                           | Zona de servicii La Selva                                                                                          | Zona de servicii La Selva                                                                                                 |               |            |
| 92                                                 |                                                   |                                                                                       |                                           | Zona de odihnă Massanet de la Selva                                                                                | Zona de odihnă Massanet de la Selva                                                                                       |               |            |
| 92,5                                               |                                                   |                                                                                       |                                           | Provincia Barcelona                                                                                                | Provincia Girona |               |            |
| 95,5                                               |                                                   |                                                                                       | 10                                        | Hostalrich | Hostalrich Blanes |               |            |
| 100                                                |                                                   |                                                                                       |                                           | Zona de odihnă Fogás de Tordera                                                                                    | Zona de odihnă Fogás de Tordera                                                                                           |               |            |
| 107                                                |                                                   |                                                                                       |                                           | Zona de odihnă San Celoni                                                                                          | Zona de odihnă San Celoni                                                                                                 |               |            |
| 111,5                                              |                                                   |                                                                                       | 11                                        | Sant Celoni Montseny                                                                                               | Sant Celoni Montseny |               |            |
| 112                                                |                                                   |                                                                                       |                                           | Zona de odihnă Vallgorguina                                                                                        | |               |            |
| 117,5                                              |                                                   |                                                                                       |                                           | Zona de servicii Montseny                                                                                          | Zona de servicii Montseny                                                                                                 |               |            |
| 122                                                |                                                   |                                                                                       |                                           | Zona de odihnă Llinás del Vallés                                                                                   | Zona de odihnă Llinás del Vallés                                                                                          |               |            |
| 125                                                |                                                   |                                                                                       | 12A                                       | Cardedeu La Roca del Vallès sector comercial                                                                       | Cardedeu La Roca del Vallès sector comercial                                                                              |               |            |
| 126,3                                              |                                                   |                                                                                       | 12B                                       | La Roca del Vallès Granollers-estMataró                                                                            | La Roca del Vallès Granollers-estMataró                                                                                   | C-60          |            |
| 129                                                |                                                   |                                                                                       |                                           | Punctul de taxare Roca del Vallés (Taxa eliminată la 31/08/2021)                                                   | Punctul de taxare Roca del Vallés (Taxa eliminată la 31/08/2021                                                           |               |            |
| 132,5                                              |                                                   |                                                                                       | 13                                        | Granollers Montornès del Vallès Vilanova del Vallés                                                                | Granollers Montornès del Vallès Vilanova del Vallés                                                                       |               |            |
| 133                                                |                                                   |                                                                                       |                                           | Aeroportul Barcelona–El Prat                                                                                       | | C-33          |            |
| 133                                                |                                                   |                                                                                       | 14                                        | Parets del Vallès Vic                                                                                              | Parets del Vallès Vic Puigcerdá                                                                                           | C-17          |            |
| 138,5                                              |                                                   |                                                                                       | 15                                        | Mollet del Vallès                                                                                                  | Mollet del Vallès Parets del Vallès La Llagosta                                                                           | C-17          |            |
| 139,5                                              |                                                   |                                                                                       | 16                                        | Mollet del Vallès-nord                                                                                             | Mollet del Vallès-nord |               |            |
| 141                                                |                                                   |                                                                                       | 17                                        | Caldes de Montbui Centru Integrat de Mărfuri Vallés Mollet del Vallès-sud                                          | Caldes de Montbui Centru Integrat de Mărfuri Vallés Mollet del Vallès-sud                                                 | C-59          |            |
| 143,5                                              |                                                   |                                                                                       | 18                                        | Santa Perpetua de Moguda Polinyá Zona industrială sud-est                                                          | |               |            |
| 144                                                |                                                   |                                                                                       |                                           | Zona de servicii El Vallés                                                                                         | Zona de servicii El Vallés                                                                                                |               |            |
| 144                                                |                                                   |                                                                                       | 18                                        | | Santa Perpetua de Moguda Polinyá Zona industrială sud-est                                                                 |               |            |
| 146                                                |                                                   |                                                                                       | 19                                        | Barberà del Vallès-Can Salvatella Ripollet Santa Perpetua de Moguda-Santiga Barberà del Vallès-nord                | Barberà del Vallès-Can Salvatella Ripollet Santa Perpetua de Moguda-Santiga Barberà del Vallès-nord                       |               |            |
| 147,8                                              |                                                   |                                                                                       | 20                                        | Barcelona | | B-30          |            |
| 147,8                                              | Sabadell Manresa                                  | C-58                                                                                  | 20                                        | | |               |            |
| 147,8                                              | Barberà del Vallès Cerdanyola del Vallès          | N-150                                                                                 | 20                                        | | |               |            |
| 150                                                |                                                   |                                                                                       | 21                                        | Cerdanyola del Vallès-Bellaterra Sant Cugat del Vallès Parque Tecnológico del Vallés Parque de l'Alba-Sincrotró    | | B-30          |            |
| Ieșire 21 (152)                                    |                                                   |                                                                                       |                                           | Zona de servicii Bellaterra                                                                                        | Zona de servicii Bellaterra                                                                                               |               |            |
| 152                                                |                                                   |                                                                                       | 21                                        | | Cerdanyola del Vallès Universitat Autònoma de Barcelona Parque de l'Alba - Sincrotró                                      | B-30          |            |
| 152                                                | Barcelona Sabadell                                | C-58                                                                                  | 21                                        | | |               |            |
| 154                                                |                                                   |                                                                                       | 22                                        | Barcelona Tunelurile Vallvidrera Manresa                                                                           | | B-30 E-9 C-16 |            |
| 154                                                | Rubí Sant Cugat del Vallès-vest Hospital General  |                                                                                       | 22                                        | | |               |            |
| 159                                                |                                                   |                                                                                       | 23                                        | | | B-30          |            |
| 159                                                | Barcelona Tunelurile Vallvidrera Terrassa-Manresa | E-9 C-16                                                                              | 23                                        | | |               |            |
| 159                                                | Rubí Sant Cugat del Vallès Hospital General       |                                                                                       | 23                                        | | |               |            |
| 161,7                                              |                                                   |                                                                                       | 24A                                       | Martorell Lérida Zaragoza                                                                                          | | A-2           |            |
| 161,7                                              |                                                   |                                                                                       | 24B                                       | Molins de Rei Barcelona Portul Barcelona Aeroportul Barcelona–El Prat Feria - Zona industrială - Zona Francă (ZAL) | | E-90 B-23     |            |
| 163,2                                              |                                                   |                                                                                       |                                           | | Barcelona (Centura de ocolire) Portul Barcelona Aeroportul Barcelona–El Prat Feria - Zona industrială - Zona Francă (ZAL) | E-90 B-23     |            |
| 165                                                |                                                   |                                                                                       |                                           | Zona de servicii Puerta de Barcelona                                                                               | Zona de servicii Puerta de Barcelona                                                                                      |               |            |
| 170,8                                              |                                                   |                                                                                       | 25                                        | Martorell Manresa Igualada Lérida                                                                                  | Martorell Manresa Igualada Lérida                                                                                         | A-2           |            |
| 171,3                                              |                                                   |                                                                                       |                                           | Punctul de taxare Martorell (Taxa eliminată la 31/08/2021)                                                         | Punctul de taxare Martorell (Taxa eliminată la 31/08/2021                                                                 |               |            |
| 173,6                                              |                                                   |                                                                                       |                                           | Zona de odihnă Castellví de Rosanes                                                                                | Zona de odihnă Castellví de Rosanes                                                                                       |               |            |
| 176                                                |                                                   |                                                                                       | 26                                        | Gelida San Lorenzo de Hortóns                                                                                      | Gelida San Lorenzo de Hortóns                                                                                             | BV-2249       |            |
| 181,1                                              |                                                   |                                                                                       |                                           | Zona de odihnă Subirats                                                                                            | Zona de odihnă Subirats                                                                                                   |               |            |
| 183,5                                              |                                                   |                                                                                       | 27                                        | San Sadurní de Noya Subirats                                                                                       | San Sadurní de Noya Subirats                                                                                              |               |            |
| 193                                                |                                                   |                                                                                       | 28                                        | Vilafranca del Penedès-nord                                                                                        | | N-340         |            |
| 193                                                | Igualada Manresa                                  | C-15                                                                                  | 28                                        | | |               |            |
| 195,1                                              |                                                   |                                                                                       | 29                                        | Vilafranca del Penedès-centru                                                                                      | |               |            |
| 195,1                                              | Vilanova i la Geltrú Sitges                       | C-15                                                                                  | 29                                        | | |               |            |
| 198                                                |                                                   |                                                                                       | 30                                        | Vilafranca del Penedès-sud Santa Margarita y Monjós                                                                | Vilafranca del Penedès-sud Santa Margarita y Monjós                                                                       | N-340         |            |
| 198                                                |                                                   | Manresa                                                                               | 30                                        | C-15 | |               |            |
| 207                                                |                                                   |                                                                                       |                                           | Provincia Tarragona                                                                                                | Provincia Barcelona |               |            |
| 207,5                                              |                                                   |                                                                                       |                                           | Zona de servicii Panadés                                                                                           | Zona de servicii Panadés                                                                                                  |               |            |
| 212                                                |                                                   |                                                                                       |                                           | Lérida Zaragoza | Lérida Zaragoza | E-90 AP-2     |            |
| 214,6                                              |                                                   |                                                                                       |                                           | Zona de odihnă Santa Oliva                                                                                         | Zona de odihnă Santa Oliva                                                                                                |               |            |
| 220                                                |                                                   |                                                                                       | 31                                        | Vendrell -Comarruga Vilanova i la Geltrú                                                                           | Vendrell -Comarruga Aeroportul Barcelona–El Prat prin Vilanova i la Geltrú                                                | C-32 N-340    |            |
| 226,3                                              |                                                   |                                                                                       |                                           | Zona de odihnă Roda de Bará                                                                                        | Zona de odihnă Roda de Bará                                                                                               |               |            |
| 232,7                                              |                                                   |                                                                                       | 32                                        | Torredembarra Altafulla                                                                                            | Torredembarra Altafulla                                                                                                   |               |            |
| 236,5                                              |                                                   |                                                                                       |                                           | Zona de servicii El Médol                                                                                          | Zona de servicii El Médol                                                                                                 |               |            |
| 246                                                |                                                   |                                                                                       |                                           | Zona de odihnă Tarragona                                                                                           | |               |            |
| 246,5                                              |                                                   |                                                                                       | 33                                        | Tarragona Centrul orașului Valls-AVE                                                                               | Tarragona Centrul orașului Valls-AVE                                                                                      |               |            |
| 251,5                                              |                                                   |                                                                                       | 34                                        | Zona industrială Tarragona Reus-est Aeroportul Reus CIM el Camp                                                    | Zona industrială Tarragona Reus-est Aeroportul Reus CIM el Camp                                                           |               |            |
| 256,5                                              |                                                   |                                                                                       | 36                                        | Vilaseca Salou Reus-sud Parcul tematic PortAventura Park                                                           | Vilaseca Salou Reus-sud Parcul tematic PortAventura Park                                                                  |               |            |
| 258                                                |                                                   |                                                                                       |                                           | Punctul de taxare Vila-Seca (Taxa eliminată la 31/08/2021)                                                         | Punctul de taxare Vila-Seca (Taxa eliminată la 31/08/2021                                                                 |               |            |
| 265                                                |                                                   |                                                                                       | 37                                        | Cambrils Montbrió de Tarragona                                                                                     | Cambrils Montbrió de Tarragona                                                                                            | N-340         |            |
| 280                                                |                                                   |                                                                                       | 38                                        | Vandellós y Hospitalet del Infante                                                                                 | Vandellós y Hospitalet del Infante                                                                                        | N-340         |            |
| 280                                                | Mora de Ebro                                      | Mora de Ebro                                                                          | 38                                        | C-44 | |               |            |
| 283                                                |                                                   |                                                                                       |                                           | Zona de servicii Hospitalet del Infante                                                                            | Zona de servicii Hospitalet del Infante                                                                                   |               |            |
| 297                                                |                                                   |                                                                                       | 39                                        | La Ametlla de Mar Perelló                                                                                          | La Ametlla de Mar Perelló                                                                                                 | N-340         |            |
| 308                                                |                                                   |                                                                                       | 39A                                       | La Ampolla | La Ampolla | N-340         |            |
| 317                                                |                                                   |                                                                                       |                                           | Zona de servicii Bajo Ebro                                                                                         | Zona de servicii Bajo Ebro                                                                                                |               |            |
| 319                                                |                                                   |                                                                                       | 40                                        | Tortosa | Tortosa | C-42          |            |
| 319                                                | La Aldea                                          | La Aldea                                                                              | 40                                        | N-235 | |               |            |
| 321                                                |                                                   |                                                                                       | 41                                        | Amposta San Carlos de la Rápita                                                                                    | Amposta San Carlos de la Rápita                                                                                           | N-340         |            |
| 345                                                |                                                   |                                                                                       |                                           | Provincia Castellón (Comunitatea Valenciană)                                                                       | Provincia Tarragona (Catalonia)                                                                                           |               |            |
|                                                    |                                                   |                                                                                       | 346                                       | Vinaròs Alcanar Ulldecona                                                                                          | Vinaròs Alcanar Ulldecona                                                                                                 | N-238         |            |
| 358                                                |                                                   |                                                                                       |                                           | Zona de servicii Benicarló                                                                                         | Zona de servicii Benicarló                                                                                                |               |            |
|                                                    |                                                   |                                                                                       | 365                                       | Peníscola Benicarló                                                                                                | Peníscola Benicarló Vinaròs                                                                                               | N-340         |            |
|                                                    |                                                   |                                                                                       | 391                                       | Torreblanca Alcossebre                                                                                             | Torreblanca Alcossebre | N-340         |            |
| 404                                                |                                                   |                                                                                       |                                           | Zona de servicii La Ribera                                                                                         | Zona de servicii La Ribera                                                                                                |               |            |
|                                                    |                                                   |                                                                                       | 407                                       | Oropesa del Mar Benicasim                                                                                          | Oropesa del Mar | N-340         |            |
|                                                    |                                                   |                                                                                       | 426                                       | Castellón de la Plana-nord                                                                                         | Castellón de la Plana-nord Benicasim                                                                                      | N-340         |            |
|                                                    |                                                   |                                                                                       | 433                                       | Castellón de la Plana -sud Villarreal-nord                                                                         | Castellón de la Plana -sud                                                                                                | N-340         |            |
|                                                    |                                                   |                                                                                       | 444                                       | Burriana Nules Alquerías del Niño Perdido                                                                          | Villarreal Burriana Alquerías del Niño Perdido                                                                            | N-340         |            |
| 448                                                |                                                   |                                                                                       |                                           | Zona de servicii La Plana                                                                                          | Zona de servicii La Plana                                                                                                 |               |            |
|                                                    |                                                   |                                                                                       | 455                                       | Vall de Uxó | Vall de Uxó | N-225         |            |
|                                                    | Nules                                             | N-340                                                                                 | 455                                       | | |               |            |
| Moncófar                                           | Moncófar                                          |                                                                                       | 455                                       | | |               |            |
| 465                                                |                                                   |                                                                                       |                                           | Provincia Valencia                                                                                                 | Provincia Castellón |               |            |
| 467                                                |                                                   |                                                                                       |                                           | Punctul de taxare Sagunto (Taxa eliminată la 31/12/2019)                                                           | Punctul de taxare Sagunto (Taxa eliminată la 31/12/2019                                                                   |               |            |
| 471                                                |                                                   |                                                                                       |                                           | Sfârșitul Autopista del Mediterráneo                                                                               | Continuarea Autopista del Mediterráneo                                                                                    | E-15 A-7      |            |
| 471                                                |                                                   | Intrare pe Centura de ocolire a Valenciei                                             | Sfârșitul Centurii de ocolire a Valenciei | | | E-15 A-7      |            |
|                                                    |                                                   |                                                                                       | A-7 298                                   | | Almenara Castellón de la Plana Barcelona                                                                                  | A-7           |            |
|                                                    |                                                   |                                                                                       | 475                                       | Sagunt Teruel Zaragoza                                                                                             | Sagunt Teruel Zaragoza | A-23          |            |
| 478                                                |                                                   |                                                                                       |                                           | Zona de servicii Sagunto                                                                                           | Zona de servicii Sagunto                                                                                                  |               |            |
|                                                    |                                                   |                                                                                       | 480                                       | Valencia Puzol | | V-21          |            |
| Sagunt                                             | V-23                                              |                                                                                       | 480                                       | | |               |            |
|                                                    |                                                   |                                                                                       | A-7 307                                   | | Portul Sagunto | V-23          |            |
| Teruel Zaragoza                                    | A-23                                              |                                                                                       | A-7 307                                   | | |               |            |
|                                                    |                                                   |                                                                                       | A-7 311                                   | Rafelbuñol El Puig de Santa Maria Puebla de Farnals                                                                | Rafelbuñol El Puig de Santa Maria Puzol                                                                                   | CV-300        |            |
|                                                    |                                                   |                                                                                       | A-7 313/315                               | Masamagrell | Masamagrell | CV-32         |            |
| Náquera Moncada                                    | Náquera Moncada                                   | CV-315                                                                                | A-7 313/315                               | | |               |            |
|                                                    |                                                   |                                                                                       | A-7 321                                   | Bétera Burjasot | Bétera Burjasot | CV-310        |            |
|                                                    |                                                   |                                                                                       | A-7 324                                   | Valencia Liria Ademuz                                                                                              | Valencia Liria Ademuz | CV-35         |            |
|                                                    |                                                   |                                                                                       | A-7 326/328                               | Valencia Aeroportul Valencia–Manises Portul Valencia                                                               | Valencia Aeroportul Valencia–Manises Portul Valencia                                                                      | V-30          |            |
|                                                    |                                                   |                                                                                       | A-7 331                                   | Manises Ribarroja del Turia                                                                                        | Manises Ribarroja del Turia                                                                                               | CV-370        |            |
|                                                    |                                                   |                                                                                       | A-7 335/336                               | Madrid Valencia | Aeroportul Valencia–Manises Madrid Valencia                                                                               | E-901 A-3     |            |
|                                                    |                                                   |                                                                                       | A-7 339/341                               | Torrente pol. industrial Valencia                                                                                  | Torrente pol. industrial Valencia                                                                                         | CV-36         |            |
| Torrente-Cumbres de Calicanto                      | Torrente-Cumbres de Calicanto                     | CV-411                                                                                | A-7 339/341                               | | |               |            |
|                                                    |                                                   |                                                                                       | A-7 344                                   | Monserrat Montroy Torrente                                                                                         | Monserrat Montroy Torrente                                                                                                | CV-405        |            |
| 519                                                |                                                   |                                                                                       |                                           | Zona de servicii Torrente-Picasent                                                                                 | Zona de servicii Torrente-Picasent                                                                                        |               |            |
|                                                    |                                                   |                                                                                       | A-7 351                                   | Picasent Alcácer Silla                                                                                             | Picasent Alcácer Silla |               |            |
|                                                    |                                                   |                                                                                       |                                           | Sfârșitul Centurii de ocolire a Valenciei                                                                          | Intrare pe Centura de ocolire a Valenciei                                                                                 | E-15 A-7      |            |
|                                                    | Continuarea Autopista del Mediterráneo            | Sfârșitul Autopista del Mediterráneo                                                  |                                           | | | E-15 A-7      |            |
|                                                    |                                                   |                                                                                       |                                           | AlicanteAlbacete                                                                                                   | | A-7A-35       |            |
| 527                                                |                                                   | Valencia Portul Valencia                                                              | V-31                                      | | |               |            |
|                                                    |                                                   |                                                                                       | 532                                       | Pol. Industrial Almusafes Alcira                                                                                   | Pol. Industrial Almusafes Alcira                                                                                          | CV-42         |            |
|                                                    |                                                   |                                                                                       | 535                                       | Sollana Sueca Alicante                                                                                             | | A-38 N-332    |            |
| 541                                                |                                                   |                                                                                       |                                           | Punctul de taxare Silla (Taxa eliminată la 31/12/2019)                                                             | Punctul de taxare Silla (Taxa eliminată la 31/12/2019                                                                     |               |            |
|                                                    |                                                   |                                                                                       | 544                                       | Alcira Algemesí Sueca                                                                                              | Alcira Algemesí | CV-42         |            |
|                                                    |                                                   |                                                                                       | 558                                       | Cullera Tabernes de Valldigna Favareta                                                                             | Cullera Sueca Favareta | N-332         |            |
| 569                                                |                                                   |                                                                                       |                                           | Zona de servicii La Safor                                                                                          | Zona de servicii La Safor                                                                                                 |               |            |
|                                                    |                                                   |                                                                                       | 572                                       | Gandia Jeresa Jaraco                                                                                               | Tabernes de Valldigna Jeresa Jaraco                                                                                       | N-332         |            |
| 574                                                |                                                   |                                                                                       |                                           | Tunelul Jeresa (560 m)                                                                                             | Tunelul Jeresa (480 m) |               |            |
|                                                    |                                                   |                                                                                       | 588                                       | Oliva Pego | Oliva Gandia | N-332         |            |
|                                                    |                                                   |                                                                                       | 592                                       | Oliva-sud Pego | Oliva Pego | N-332         |            |
| 601                                                |                                                   |                                                                                       |                                           | Provincia Alicante                                                                                                 | Provincia Valencia |               |            |
|                                                    |                                                   |                                                                                       | 608                                       | Ondara Dénia Jávea                                                                                                 | Ondara Dénia Jávea | N-332         |            |
| 613                                                |                                                   |                                                                                       |                                           | Zona de servicii San Antonio                                                                                       | Zona de servicii San Antonio                                                                                              |               |            |
|                                                    |                                                   |                                                                                       | 621                                       | Teulada Benisa Calpe                                                                                               | Teulada Benisa Gata de Gorgos                                                                                             | N-332         |            |
| 632                                                |                                                   |                                                                                       |                                           | Tunelul Mascarat (540 m)                                                                                           | Tunelul Mascarat (530 m)                                                                                                  |               |            |
|                                                    |                                                   |                                                                                       | 637                                       | Altea Callosa de Ensarriá                                                                                          | Altea Calpe | N-332         |            |
|                                                    |                                                   |                                                                                       | 648                                       | Benidorm-Levante                                                                                                   | Benidorm-Levante Callosa de Ensarriá                                                                                      | N-332         |            |
|                                                    |                                                   |                                                                                       | 652                                       | Benidorm-Poniente Parcul tematic Terra Mítica                                                                      | Benidorm-Poniente Parcul tematic Terra Mítica                                                                             |               |            |
| 655                                                |                                                   |                                                                                       |                                           | Zona de servicii La Marina                                                                                         | Zona de servicii La Marina                                                                                                |               |            |
|                                                    |                                                   |                                                                                       | 658                                       | Villajoyosa | Villajoyosa |               |            |
|                                                    |                                                   |                                                                                       |                                           | Alicante Murcia | | A-70          |            |
| Madrid                                             | A-31                                              |                                                                                       |                                           | | |               |            |
| Aeroportul Valencia–Manises                        | A-77 A-7                                          |                                                                                       |                                           | | |               |            |
|                                                    |                                                   |                                                                                       |                                           | Sfârșitul Autopista del Mediterráneo                                                                               | Începutul Autopista del Mediterráneo (fără taxă)                                                                          |               |            |
| Intrare pe Centura de ocolire a Alicante (cu taxă) | Sfârșitul Centurii de ocolire a Alicante          |                                                                                       |                                           | | |               |            |

### Centura de ocolire a Alicante
Segmentul denumit autostrada de Centură a Alicante a fost inaugurat oficial pe data de 10 decembrie 2007.
Face parte din autostrada AP-7 și reprezintă a doua centură de ocolire a orașului Alicante, după A-70. Această nouă centură de ocolire înconjoară comarca Campo de Alicante și se întinde de la capătul autostrăzii AP-7 în Campello până la intersecția cu A-7 în Elche.
Un segment intermediar al acestei centuri, denumit Autovía del Camino de Castilla, are rolul de a conecta Elche cu autostrada A-31.
|                                          |                                          |                                    |                                              |                                          |              |            |
| Viteză                                   | Schema                                   | Ieșire                             | Sens Algeciras                               | Sens Franța                              | Drum         | Observații |
|                                          |                                          |                                    | Sfârșitul Autopista del Mediterráneo         | Începutul Autopista del Mediterráneo     |              |            |
| Intrare pe Centura de ocolire a Alicante | Sfârșitul Centurii de ocolire a Alicante |                                    |                                              |                                          |              |            |
|                                          |                                          | 676                                | Campello                                     | Campello                                 | CV-775 N-332 |            |
|                                          |                                          | 681                                | Muchamiel San Juan de Alicante Jijona        | Muchamiel San Juan de Alicante Jijona    | CV-800       |            |
|                                          |                                          |                                    | Tunelul Brotons (450 m)                      | Tunelul Brotons (450 m)                  |              |            |
|                                          |                                          |                                    | Tunelul San Antón (180 m)                    | Tunelul San Antón (180 m)                |              |            |
|                                          |                                          | 691                                | San Vicente del Raspeig                      | San Vicente del Raspeig                  |              |            |
| Alicante                                 | Alicante                                 | 691                                | A-7                                          |                                          |              |            |
| Alcoy                                    | Alcoy                                    | 691                                | A-77                                         |                                          |              |            |
|                                          |                                          |                                    | Zona de servicii Monforte del Cid            | Zona de servicii Monforte del Cid        |              |            |
|                                          |                                          |                                    | Punctul de taxare Monforte del Cid           | Punctul de taxare Monforte del Cid       |              |            |
|                                          |                                          | 704                                | Alicante Aeroportul Alicante Albacete Madrid |                                          | A-31         |            |
|                                          |                                          |                                    | Sfârșitul Centurii de ocolire a Alicante     | Intrare pe Centura de ocolire a Alicante | E-15 A-7     |            |
|                                          | Începutul Autopista del Mediterráneo     | Sfârșitul Autovía del Mediterráneo |                                              |                                          | E-15 A-7     |            |

### Tronsonul Crevillente-Vera
Acest tronson este împărțit în două subtronsoane.
Subtronsonul dintre Crevillente și Cartagena a fost inaugurat pe 6 iulie 2001. Înainte de schimbarea denumirii drumurilor din 2004, era cunoscut sub numele de A-37. Are o particularitate interesantă: deși întregul tronson este supus taxelor de drum, dacă nu se trece prin cele două puncte de taxare principale, din Los Montesinos și La Zenia (ambele în provincia Alicante), nu se plătește nicio taxă. Prin urmare, dacă călătoria are loc doar pe acest subtronson, în interiorul provinciei Murcia și până la Cartagena, deplasarea este gratuită.
Subtronsonul dintre Cartagena și Vera a fost inaugurat pe 30 aprilie 2007. Nu este scutit de taxă de drum, aceasta fiind aplicabilă de la începutul său, în intersecția cu CT-31 (Accesul vestic la Cartagena), până la finalul său, în Vera (intersecția cu A-7). Taxele sunt colectate atât în punctele principale de taxare, cât și la diversele ieșiri laterale, complet echipate cu sisteme de taxare.
Ieșirile incluse sunt:
- km 829: Tallante, Las Palas, Fuente Álamo
- km 845: Totana, Mazarrón
- km 857: Cañada de Gallego, Ramonete, P. Calnegre
- km 866: Calabardina, Cabo Cope
- km 878: Lorca, Águilas
- km 890: San Juan de los Terreros, Pulpí, Puerto Lumbreras
- km 901: Almanzora, Los Lobos.

|                        |                                                         |                 |                                                                                  |                                                                                  |          |            |
| Viteză                 | Schema                                                  | Ieșire          | Sens Algeciras                                                                   | Sens Franța                                                                      | Drum     | Observații |
|                        |                                                         |                 | Începutul Autopista del Mediterráneo                                             | Începutul Autovía del Mediterráneo                                               | E-15 A-7 |            |
|                        |                                                         |                 | Zona de servicii El Realengo                                                     | Zona de servicii El Realengo                                                     |          |            |
|                        |                                                         | 730             | Catral                                                                           | Catral Crevillente                                                               |          |            |
|                        | Murcia                                                  | 730             | E-15 A-7                                                                         |                                                                                  |          |            |
|                        |                                                         | 733             | Catral Callosa de Segura                                                         | Catral Callosa de Segura                                                         |          |            |
|                        |                                                         | 737             | Dolores Almoradí                                                                 | Dolores Almoradí                                                                 |          |            |
|                        |                                                         | 740             | Almoradí Rojales Guardamar del Segura Daya Nueva Zonă industrială                | Almoradí Rojales Guardamar del Segura Daya Nueva Zonă industrială                |          |            |
|                        |                                                         | 743             | Benijófar Algorfa                                                                | Benijófar Algorfa                                                                |          |            |
|                        |                                                         | 745             | Torrevieja-nord                                                                  | Torrevieja-nord                                                                  | CV-90    |            |
|                        |                                                         | 751             | Los Montesinos                                                                   | Los Montesinos                                                                   |          |            |
|                        |                                                         |                 | Punctul de taxare Los Montesinos                                                 | Punctul de taxare Los Montesinos                                                 |          |            |
|                        |                                                         | 754             | San Miguel de Salinas Benijófar                                                  | San Miguel de Salinas Benijófar                                                  |          |            |
|                        |                                                         | 758             | Orihuela Torrevieja-sud                                                          | Orihuela Torrevieja-sud                                                          | CV-95    |            |
|                        |                                                         | 763             | Orihuela-La Zenia Orihuela-Orihuela Costa                                        | Orihuela-La Zenia Orihuela-Orihuela Costa                                        |          |            |
|                        |                                                         |                 | Punctul de taxare La Zenia                                                       | Punctul de taxare La Zenia                                                       |          |            |
|                        |                                                         | 768             | Orihuela-Dehesa de Campoamor                                                     | Orihuela-Dehesa de Campoamor                                                     |          |            |
|                        |                                                         | 770             | Pilar de la Horadada                                                             | Pilar de la Horadada                                                             |          |            |
|                        |                                                         |                 | Tunelul Pilar (800 m)                                                            | Tunelul Pilar (800 m)                                                            |          |            |
|                        |                                                         |                 | Regiunea Murcia                                                                  | Provincia Alicante (Comunitatea Valenciană)                                      |          |            |
|                        |                                                         | 774             | San Pedro del Pinatar-nord Pilar de la Horadada                                  | San Pedro del Pinatar-nord Pilar de la Horadada                                  |          |            |
|                        |                                                         | 775             | San Pedro del Pinatar-Los Tárragas San Pedro del Pinatar-Lo Romero               | San Pedro del Pinatar-Los Tárragas San Pedro del Pinatar-Lo Romero               |          |            |
|                        |                                                         | 777             | San Pedro del Pinatar -Lo Pagán San Pedro del Pinatar-El Mirador                 | San Pedro del Pinatar -Lo Pagán San Pedro del Pinatar-El Mirador                 |          |            |
|                        |                                                         | 780 A/780       | Murcia-Sucina                                                                    | Murcia-Sucina                                                                    | RM-1     |            |
| 780 B/780              | San Javier-nord                                         | San Javier-nord |                                                                                  |                                                                                  | RM-1     |            |
|                        |                                                         | 782             | Torre-Pacheco-Balsicas Murcia                                                    | San Javier-Pozo Aledo Torre-Pacheco-Balsicas Murcia                              | RM-19    |            |
|                        |                                                         | 784             | San Javier-sud San Javier-Santiago de la Ribera                                  | San Javier-sud San Javier-Santiago de la Ribera                                  |          |            |
|                        |                                                         | 786             | Los Alcázares-Los Narejos Los Alcázares-nord                                     | Los Alcázares-Los Narejos Los Alcázares-nord                                     |          |            |
|                        |                                                         | 790             | Los Alcázares-centru Torre-Pacheco                                               | Los Alcázares-centru Torre-Pacheco                                               |          |            |
|                        |                                                         | 794             | El Carmolí Cartagena-Los Urrutias Los Alcázares-sud                              | El Carmolí Cartagena-Los Urrutias Los Alcázares-sud                              |          |            |
|                        |                                                         | 797             | Cartagena-Los Urrutias Cartagena-El Algar                                        | Cartagena-Los Urrutias Cartagena-El Algar                                        |          |            |
|                        |                                                         | 800801          | Cartagena                                                                        |                                                                                  | CT-32    |            |
| Cartagena-Los Beatos   |                                                         | 800801          | RM-311                                                                           |                                                                                  |          |            |
| La Manga del Mar Menor |                                                         | 800801          | RM-12                                                                            |                                                                                  |          |            |
|                        | Cartagena-El Algar Cabo de Palos La Manga del Mar Menor | 800801          | RM-12                                                                            |                                                                                  |          |            |
|                        | Cartagena-Los Beatos La Unión Cartagena                 | 800801          | CT-32                                                                            |                                                                                  |          |            |
|                        |                                                         | 805             | Cartagena-La Palma Cartagena-La Aparecida                                        | Cartagena-La Palma Cartagena-La Aparecida                                        |          |            |
|                        |                                                         | 810             | Murcia Cartagena-nord                                                            | Murcia Cartagena-nord                                                            | A-30     |            |
|                        |                                                         | 812             | Cartagena-El Plan Cartagena-Santa Ana                                            | Cartagena-El Plan Cartagena-Santa Ana                                            |          |            |
|                        |                                                         | 815             | Cartagena-vest                                                                   | Cartagena-vest                                                                   | CT-31    |            |
|                        |                                                         |                 | Punctul de taxare Cartagena                                                      | Punctul de taxare Cartagena                                                      |          |            |
|                        |                                                         | 829             | Cabezo Negro de Tallante Fuente Álamo de Murcia-Las Palas Fuente Álamo de Murcia | Cabezo Negro de Tallante Fuente Álamo de Murcia-Las Palas Fuente Álamo de Murcia | RM-E17   |            |
|                        |                                                         |                 | Tunelul Sierra de lo Alto (395 m)                                                | Tunelul Sierra de lo Alto (395 m)                                                |          |            |
|                        |                                                         | 845             | Totana Mazarrón Portul Mazarrón                                                  | Totana Mazarrón Portul Mazarrón                                                  | RM-3     |            |
|                        |                                                         |                 | Zona de servicii Mazarrón                                                        | Zona de servicii Mazarrón                                                        |          |            |
|                        |                                                         |                 | Tunelul Sierra de las Moreras (220 m)                                            | Tunelul Sierra de las Moreras (220 m)                                            |          |            |
|                        |                                                         | 857             | Mazarrón-Cañada de Gallego Lorca-Ramonete P. Calnegre                            | Mazarrón-Cañada de Gallego Lorca-Ramonete P. Calnegre                            | RM-332   |            |
|                        |                                                         |                 | Tunelul Loma de Bas (1820 m)                                                     | Tunelul Loma de Bas (1820 m)                                                     |          |            |
|                        |                                                         | 866             | Águilas-Calabardina Cabo Cope                                                    | Águilas-Calabardina Cabo Cope                                                    | RM-D14   |            |
|                        |                                                         | 878             | Lorca Águilas                                                                    | Lorca Águilas                                                                    | RM-11    |            |
|                        |                                                         |                 | Provincia Almería (Andaluzia)                                                    | Regiunea Murcia                                                                  |          |            |
|                        |                                                         |                 | Tunelul Sierra de Aguilón (1250 m)                                               | Tunelul Sierra de Aguilón (1250 m)                                               |          |            |
|                        |                                                         | 890             | Pulpí-San Juan de los Terreros Pulpí Huércal-Overa                               | Pulpí-San Juan de los Terreros Pulpí Huércal-Overa                               | A-350    |            |
|                        |                                                         | 901             | Cuevas del Almanzora -Los Lobos                                                  | Cuevas del Almanzora -Los Lobos                                                  | A-332    |            |
|                        |                                                         |                 | Punctul de taxare Vera                                                           | Punctul de taxare Vera                                                           |          |            |
|                        |                                                         | 911             | Murcia                                                                           |                                                                                  | E-15 A-7 |            |
| Vera Garrucha Antas    | N-340                                                   | 911             |                                                                                  |                                                                                  |          |            |
|                        |                                                         |                 | Începutul Autovía del Mediterráneo                                               | Începutul Autopista del Mediterráneo                                             | E-15 A-7 |            |

### Tronsonul Torremolinos-Guadiaro
Tronson inaugurat în iunie 1999 (Fuengirola-Estepona) și în 2002 (Estepona-Guadiaro).
|                         |                   |                   |                                                                |                                                                             |          |            |
| Viteză                  | Schema            | Ieșire            | Sens Algeciras                                                 | Sens Franța                                                                 | Drum     | Observații |
|                         |                   |                   | Începutul Autopista del Mediterráneo                           | Sfârșitul Autopista del Mediterráneo Continuare pe MA-20 (Direcția: Málaga) | MA-20    |            |
|                         |                   | 998               | Torremolinos -Palacio de Congresos                             | Torremolinos -Palacio de Congresos                                          |          |            |
| Almería                 |                   | 998               | E-15 A-7                                                       |                                                                             |          |            |
| Córdoba Granada Sevilla |                   | 998               | AP-46 A-45                                                     |                                                                             |          |            |
|                         |                   | 999               | Intrarea de pe Centura de ocolire a Málaga                     | Almería                                                                     | E-15 A-7 |            |
| Málaga-Cártama          | A-357             | 999               | Intrarea de pe Centura de ocolire a Málaga                     |                                                                             |          |            |
| Córdoba Granada Sevilla | AP-46 A-45        | 999               | Intrarea de pe Centura de ocolire a Málaga                     |                                                                             |          |            |
|                         |                   |                   | Zona de servicii Arroyo de la Miel                             | Zona de servicii Arroyo de la Miel                                          |          |            |
|                         |                   | 1003              | Benalmádena -Arroyo de la Miel                                 | Benalmádena -Arroyo de la Miel                                              |          |            |
|                         |                   | 1008              | Benalmádena                                                    | Mijas Benalmádena                                                           | A-368    |            |
|                         |                   | 1010              | Fuengirola Marbella Algeciras                                  |                                                                             | A-7      |            |
| Mijas                   | A-387             | 1010              |                                                                |                                                                             |          |            |
|                         |                   | 213               | Fuengirola Mijas                                               | Fuengirola Mijas                                                            | A-387    |            |
|                         |                   | 200               | Punctul de taxare Calahonda Motril-Calahonda                   | Punctul de taxare Calahonda Motril-Calahonda                                | A-7      |            |
|                         |                   |                   | Tunelul Calahonda (600 m)                                      | Tunelul Calahonda (600 m)                                                   |          |            |
|                         |                   |                   | Zona de servicii Altos de Marbella                             | Zona de servicii Altos de Marbella                                          |          |            |
|                         |                   | 186               | Ojén Marbella-est Parc Comercial                               |                                                                             | A-355    |            |
|                         | Fuengirola Málaga | 186               | A-7                                                            |                                                                             |          |            |
|                         |                   | 1043              |                                                                | Ojén Marbella Parc Comercial                                                | A-355    |            |
|                         |                   | 1044              | Marbella Centrul vechi (Avenida del Trapiche)                  | Marbella Centrul vechi (Avenida del Trapiche)                               |          |            |
|                         |                   | 1045              | Marbella-Nagüeles                                              |                                                                             |          |            |
|                         |                   | 1047A             | Marbella-Nagüeles                                              |                                                                             |          |            |
|                         |                   | 1047B             | Marbella-San Pedro Alcántara Estepona Algeciras                |                                                                             | A-7      |            |
| 180                     |                   | Marbella-Nagüeles |                                                                |                                                                             |          |            |
|                         |                   |                   | Zona de odihnă                                                 |                                                                             |          |            |
|                         |                   |                   | Tunelul Río Verde (300 m)                                      | Tunelul Río Verde (300 m)                                                   |          |            |
|                         |                   |                   | Tunelul La Quinta (840 m)                                      | Tunelul La Quinta (780 m)                                                   |          |            |
|                         |                   | 172               | Punctul de taxare San Pedro Ronda Marbella-San Pedro Alcántara | Punctul de taxare San Pedro Ronda Marbella-San Pedro Alcántara              | A-397    |            |
|                         |                   |                   | Tunelul Montemayor (600 m)                                     | Tunelul Montemayor (600 m)                                                  |          |            |
|                         |                   |                   | Zona de servicii Río Castor                                    | Zona de servicii Río Castor                                                 |          |            |
|                         |                   | 157               | Estepona-est                                                   | Estepona Marbella-San Pedro Alcántara Málaga                                | A-7      |            |
|                         |                   | 1070              | Estepona                                                       | Estepona                                                                    |          |            |
|                         |                   | 153               | Estepona (Poligon industrial)                                  |                                                                             |          |            |
| Algeciras Cádiz         | A-7               | 153               |                                                                |                                                                             |          |            |
|                         |                   |                   | Tunelul Estepona (160 m)                                       | Tunelul Estepona (160 m)                                                    |          |            |
|                         |                   | 153               |                                                                | Estepona Cádiz                                                              | A-7      |            |
|                         |                   |                   | Tunelul Corominas (975 m)                                      | Tunelul Corominas (975 m)                                                   |          |            |
|                         |                   |                   | Tunelul Santa María II (555 m)                                 | Tunelul Santa María II (555 m)                                              |          |            |
|                         |                   |                   | Tunelul Casares (1063 m)                                       | Tunelul Casares (1063 m)                                                    |          |            |
|                         |                   | 142               | Punctul de taxare Manilva Casares Manilva Gaucín               | Punctul de taxare Manilva Casares Manilva Gaucín                            | A-377    |            |
|                         |                   |                   | Zona de servicii Manilva                                       | Zona de servicii Manilva                                                    |          |            |
|                         |                   |                   | Provincia Cádiz                                                | Provincia Málaga                                                            |          |            |
|                         |                   | 133               | San Roque-Torreguadiaro                                        | San Roque-Torreguadiaro                                                     |          |            |
| Estepona Málaga         | Estepona Málaga   | 133               | A-7                                                            |                                                                             |          |            |
|                         |                   |                   | Sfârșitul Autopista del Mediterráneo                           | Începutul Autopista del Mediterráneo                                        | E-15 A-7 |            |